# Massaker im Gefängnis Mokotów
Das Massaker im Gefängnis Mokotów (pol. Masakra w więzieniu mokotowskim) war ein Massenmord an den Gefangenen des Gefängnisses Mokotów in Warschau, der von den deutschen Besatzern am zweiten Tag des Warschauer Aufstandes durchgeführt wurde. Am 2. August 1944 erschossen die Soldaten des SS-Feldersatz-Bataillons 3 der 3. SS-Panzer-Division Totenkopf auf dem Gelände dieser Anlage in der Rakowiecka-Straße 37 etwa 600 Polen. Es war eines der größten Verbrechen, die von den Deutschen in Mokotów während der Niederschlagung des Warschauer Aufstandes durchgeführt wurden. Ein Teil der Gefangenen leistete während des Massakers einen aktiven Widerstand gegen die SS-Männer. Infolgedessen ist es mehreren Hunderten Menschen gelungen, in ein von den Aufständischen besetztes Gebiet zu entkommen.

## Vor dem Ausbruch des Aufstandes
Bald nach dem Überfall Deutschlands nach Warschau (28. September 1939) wurde das ehemalige Gefängnis in der Rakowiecka Straße 37 für die Bedürfnisse der Besatzer umgestaltet. Seitdem unterstand das Gerichtsgefängnis in Rakowieckastraße 37 den deutschen Sondergerichten. Nach der Verbüßung einer Strafe entschied die Gestapo über das weitere Schicksal der Gefangenen. Außerdem wurden dort Offiziere der Polnischen Armee gefangen gehalten, die sich bei den deutschen Machthabern nicht angemeldet hatten, als auch Wirtschaftskriminelle und wegen krimineller Verbrechen verurteilte Deutsche. Das Gefängnis wurde schnell voll und die Anzahl der Gefangenen überschritt wesentlich die Kapazität der Gefängniszellen. Viele polnische Mitarbeiter des Gefängnisses arbeiteten heimlich mit dem konspirativen Dienst für den Sieg Polens (Służba Zwycięstwu Polski, kurz SZP) – später die polnische Heimatarmee (pol. Armia Krajowa, kurz AK) – zusammen. Dank deren Hilfe konnten viele in der konspirativen Tätigkeit engagierte Menschen entkommen.
Im Sommer 1944 unterstand das Moktów-Gefängnis dem Kommissar Hitzinger. Am 23. Juli 1944, im Zusammenhang mit der Annäherung der Ostfront, begann die Entlassung der Gefangenen, die für eine Strafe bis zu 5 Jahren verurteilt worden waren. Vor allem waren das Deutsche und Volksdeutsche, später auch Polen. Innerhalb von fünf Tagen wurden 655 Menschen entlassen, darunter ca. 300 Polen. Hitzinger befahl jedoch aufgrund der Bestechlichkeit der Gefängnismachthaber, die Entlassung der Gefangenen abzubrechen. Am 1. August, eine Stunde vor dem Ausbruch des Aufstandes, wurden noch 11 Gefangene entlassen.
Laut den Registern des stellvertretenden Direktors des Gefängnisses, Justizinspektor Kirchner, waren zum Zeitpunkt des Ausbruches des Aufstandes im Gefängnis an der Rakowiecka 37 noch 794 Gefangene, darunter 41 Minderjährige.

## Die Stunde „W“
Die Rakowiecka-Straße war eine der bedeutendsten Straßen des Widerstands in Mokotów. Am 1. August 1944 attackierten die Aufständischen aus dem IV. Bezirk der Heimatarmee (V. Distrikt „Mokotów“) - (pol. IV Rejon AK Obwód V „Mokotów”) die deutschen Stellungen entlang der Rakowiecka und griffen die SS-Stauferkaserne in der Rakowiecka 4, die Flakkaserne am Anfang der Puławska-Straße, das Gebäude der Warschauer Naturwissenschaftlichen Universität (Szkoła Główna Gospodarstwa Wiejskiego w Warszawie, kurz SGGW) und die Batterien der Fliegerabwehr in der Pole Mokotowskie an. Die Aufgabe der Übernahme des Gefängnisses Mokotów und der benachbarten Mietshäuser wurde der I. Sturmkompanie unter der Leitung von Oberleutnant Antoni Figura (Deckname „Kot“; deutsch: Katze) aus dem Regiment „Baszta“ übertragen. Diese Kompanie bestand aus 80 Soldaten (einschließlich Sanitätern) und hatte eine sehr bescheidene Ausrüstung: 3 Maschinenpistolen, 20 Gewehre, 15 Pistolen, 130 Granaten und 30 „Molotowcocktails“.
Die Soldaten der Heimatarmee stürmten in das Gefängnis und übernahmen das Verwaltungsgebäude, aber es war unmöglich, die Strafvollzugsanstalten zu erreichen. Während des Kampfes wurde der Oberleutnant „Kot“ schwer verletzt. Die deutsche Einheit, verstärkt durch die Truppen aus der nahegelegenen SS-Kaserne, hielt dem Angriff stand und entwaffnete und internierte polnische Wachen. Laut dem Bericht des stellvertretenden Direktors des Gefängnisses, Justizinspektor Kirchner, kostete der Angriff die Deutschen 9 Tote und 17 Verletzte.
Trotz des Beschusses aus Panzergeschützen hielten die Aufständischen das besetzte Verwaltungsgebäude bis zum Morgengrauen am 2. August. Während des Tages mussten sie sich jedoch zurückziehen. Die Deutschen ermordeten die Soldaten der Heimatarmee, die verletzt und gefangen genommen worden waren.

## Das Massaker
Am 2. August wurde der Justizinspektor Kirchner zum stellvertretenden Direktor des Gefängnisses Mokotów ernannt. Um 11:00 wurde er in die nahegelegene SS-Kaserne gerufen. Dort erklärte ihm der SS-Obersturmführer Martin Patz, der Führer des SS-Panzergrenadier-Ersatz-Bataillons 3, dass General Reiner Stahel, der Stadtkommandant von Warschau, die Liquidierung der Gefangenen angeordnet habe. Diese Entscheidung wurde auch vom SS- und Polizeiführer in Warschau, SS-Oberführer Paul Otto Geibel, bestätigt, der dazu die Hinrichtung der polnischen Wachen befahl. Kirchner entwarf das Übernahmeprotokoll, indem er Patz alle Gefangenen in der Gefängnisanlage übergab.
Am Nachmittag betraten die SS-Männer das Gefängnis. Sie schrieben den Stand der Gefängniszellen genau auf und holten dann aus zwei Untersuchungshafteinheiten im Erdgeschoss ca. 60 Männer, die drei Gräben, je 25-30 Meter lang und 2 Meter breit und tief, graben mussten. Der erste der Gräben wurde entlang der Wände des Pavillons X, auf der Seite der Wäscherei, gegraben, der zweite auf dem Wanderplatz von der Seite der Aleja Niepodległości und der dritte auf dem Wanderplatz von der Seite der Kazimierzowska Straße. Zu dieser Zeit genossen die deutschen Soldaten Wodka. Nach dem Ende der Arbeit wurden alle Grabengräber erschossen.
Danach begannen die Deutschen die übrigen Gefangenen zu töten. Die Häftlinge wurden aus den Gefängniszellen herausgezogen, neben den Gräben gestellt und mit einem Schuss in den Hinterkopf ermordet. Zuerst wurden Gefangene aus den Abteilungen Nr. 1 und Nr. 2 (sog. Untersuchungshaften) erschossen, darunter mehrere Jungen im Alter von 12 bis 14 Jahren. Dann wurden die Patienten der Krankenstation ermordet. Später begannen die SS-Männer die Abteilungen Nr. 8 (Rückfällige), Nr. 10 (Gefangene mit harten Urteilen), Nr. 11, Nr. 3 und Nr. 5 zu leeren. Die Massengräber füllten sich schnell, so dass die SS-Männer einige Gefangene außerhalb des Gefängnisses (auf der anderen Seite der Rakowiecka Straße) erschießen mussten. Während des mehrstündigen Massakers wurden über 600 Gefangene des Gefängnisses Mokotów ermordet.
„Ich habe gehört, dass SS-Männer sich meiner Zelle nähern, also versteckte ich mich unter dem Bett (…) ein SS-Mann nahm das Bett auf, trat mich und führte mich hinaus (…) Ich wurde allein bis zum Graben in der Nähe des Heizraumes auf dem Wanderplatz von der Seite der Aleja Niepodległości geführt. Ein SS-Mann befahl mir, mein Gesicht Richtung Graben zu drehen, dann schoss er und stieß mich mit dem Fuß. Die Kugel ging an meinem Ohr vorbei [ich habe das Pfeifen gehört] und ich fiel mit dem Gesicht nach unten auf die Leichen. Ich hörte Schüsse und Todesschüsse zu denen, die sich bewegten. Ich konnte das Gewicht der Leichen nicht mehr ertragen und entschloss mich, aufzustehen und so mein Leben zu beenden. Ich war mir sicher, dass die SS-Männer mich sofort erschießen würden, nachdem ich mich erhoben hatte. Ich schaute nach oben und sah, dass niemand über mir stand. Mit Mühe kam ich aus den Leichen heraus.“ – die Aussage von Antoni Józef Porzygowski

## Widerstand der Gefangenen
Von den Fenstern der Gefängniszellen aus beobachteten die Polen das Gemetzel im Gefängnishof und verstanden, dass der Tod auf sie wartete und sie nichts zu verlieren hatten. Die Gefangenen aus den Abteilungen Nr. 6 und Nr. 7 im zweiten Stock entschieden sich für einen verzweifelten Schritt und griffen die Täter an. In der Abteilung Nr. 6 brachen die Gefangenen die Zellentüren auf oder brachen mit Bänken Löcher in die Wände. Als sie in den Korridor herauskamen, setzten sie Strohmatratzen und Stroh in Brand. Damit verjagten sie die Deutschen. In der Abteilung Nr. 7 gelang es den Gefangenen, einige SS-Männer zu töten und ihnen die Waffen wegzunehmen. Der gesamte zweite Stock wurde verbarrikadiert und die Gefangenen aus den Zellen in der Abteilung Nr. 9 (Minderjährige) freigelassen. Die überraschten Deutschen zogen sich zurück.
Während der Nacht, bei starkem Regen, begannen die überlebenden Gefangenen, auf den Dachboden und dann auf das steile Dach hinaufzugehen. Von dort gingen sie zu der Mauer, die das Gefängnis umgab, wo ihnen die Zivilbevölkerung zu Hilfe kam und Leitern brachte. Auf diese Weise entkamen 200 bis 300 Gefangene und gelangten in ein von den Aufständischen besetztes Gebiet. Die Deutschen verhinderten die Flucht nicht, weil sie falsch eingeschätzt hatten, dass die Gefangenen durch das Haupttor fliehen würden.
Das Schicksal der internierten polnischen Wachen bleibt unbekannt. Einige Zeugen sagten aus, dass die Wachen nicht zusammen mit den Gefangenen ermordet wurden und viele von ihnen den Krieg überlebten. Andere Zeugen teilten jedoch gegenteilige Informationen mit.

## Nach dem Krieg

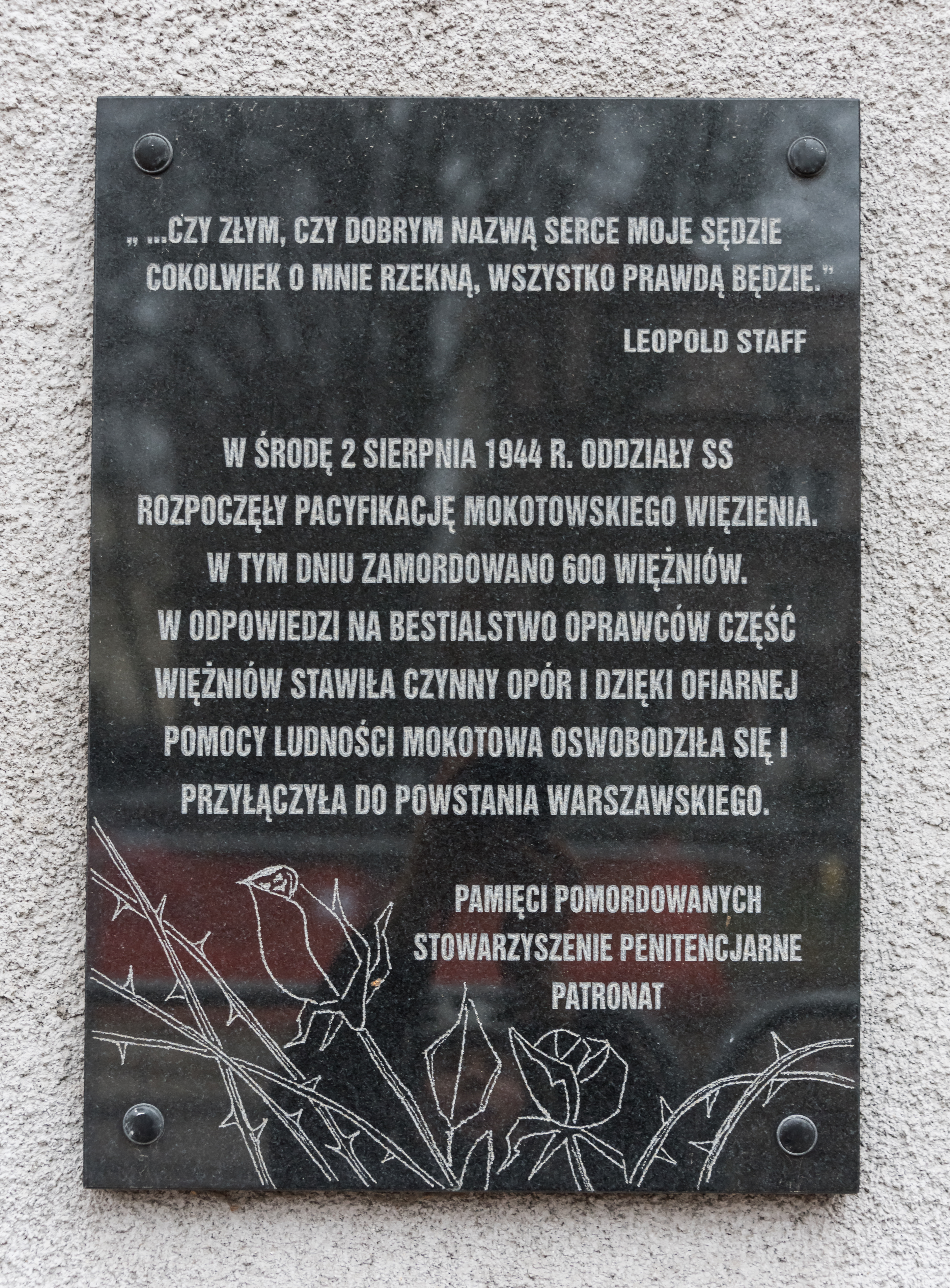
Die Gedenktafel zur Erinnerung an die Opfer des Massakers

Zwischen 16. und 21. April 1945 wurden auf dem Gelände des Gefängnisses Mokotów Exhumierungen durchgeführt. Es wurden etwa 700 Leichen aus der Zeit des Warschauer Aufstandes gefunden, von denen einige erst nach dem Massaker im Gefängnis Mokotów vergraben wurden (das waren meist die Leichen von Polen, die in einem provisorischen Gefängnis in der Stauferkaserne gefangen gehalten und ermordet wurden). Die gefundenen Leichen – mit Ausnahme dieser, die den Familien übergeben wurden – wurden provisorisch in acht Massengräber an der Aleja Niepodległości vergraben. Im Dezember 1945 wurden alle Leichen wieder exhumiert und auf den Powązki-Militärfriedhof verlegt, wo sie in der Abteilung der Aufständischen begraben wurden.
Im Jahre 1978 begann im Kölner Gericht der Prozess gegen SS-Obersturmführer Martin Patz, der als „Metzger von Mokotów“ bekannt war. Er wurde wegen der Verbrechen verurteilt, die von seinen SS-Männern während der Niederschlagung des Warschauer Aufstandes begangen wurden, insbesondere wegen der Ermordung der Häftlinge im Gefängnis Mokotów in der Rakowiecka Straße. Im Februar 1980 wurde Petz für schuldig befunden und zu neun Jahren Gefängnis verurteilt. In demselben Prozess wurde Karl Misling zu vier Jahren Gefängnis verurteilt.